# 小陰唇
小陰唇（しょういんしん、英: Labia minora）とは、陰核包皮と繋がる女性器の一部で、尿道口と膣口の両脇にある襞状の薄い肉びらのことである。俗には、びらびらなどと呼ばれることもある。女性が性的に興奮していない時は左右の小陰唇が閉じており、尿道や膣を保護している。男性における陰茎の皮膚に相当する。
性的興奮が起こると、閉じている小陰唇の血流が良くなり肉びらが膨張して左右に大きく開く。この時に、膣内および膣口が膣分泌液（バルトリン氏腺液やスキーン腺液）によって濡れていることが多く、男性器の挿入を容易にする。思春期頃に小陰唇は成長するが、型や長さは個人差が大きく陰核包皮の延長に小さく見える女性もいれば、大陰唇からはみ出るほど大きく成長する女性もいる。
小陰唇の黒ずみや長さなどを気にする女性もおり、性交やオナニーのやり過ぎと言われることがあるが、これに関しては医学的な信憑性は一切ない。黒ずむ原因としては、下着や生理用品との摩擦により、メラニン色素が生成される事が挙げられる。他には、ホルモンバランスの乱れ、遺伝的な原因、加齢や不摂生も原因とされる。
小陰唇の内部には尿道口があり、排尿を行うと尿が小陰唇の肉びらに接触し、分流することが多い。このため、排尿後の小陰唇は全体が酷く濡れることとなる。このため、排尿後にトイレットペーパーで拭き取る際は、紙が小陰唇に十分接触するように数秒程度しっかりと押し当て、水分を十分に吸い取らせる必要がある。紙を不必要に動かすと小陰唇に紙が十分な時間接触せず結果的に拭き残しが発生しやすい。また摩擦により微細な傷をつける可能性があるため、注意が必要である。
基本的に女性器に付着した尿は紙で拭き取る以外の方法で除去できないため、野外での排尿などトイレットペーパーを使用することができない場合には、局部に残尿を残したまま着衣を整えることとなる。やむを得ず紙を使用せずに排尿を終える場合、臀部を上下・前後に揺すって残尿を振り落とすことを試みる者も多いが、小陰唇を含む陰裂内部を乾かすことは基本的に不可能である。小陰唇は陰裂内部に位置するため長時間に渡って残尿が乾きにくく、また小陰唇に残った残尿が陰裂を通って下着に流れ出すため、下着が残尿で湿った状態が持続することとなる。したがって、下着の黄ばみや悪臭の発生が避けられない上、局部で雑菌が繁殖しやすくなり、尿路感染症の危険性が高まる結果となる。このため、野外での排尿の際はティッシュペーパーを使用する女性も多い。

## 関連画像

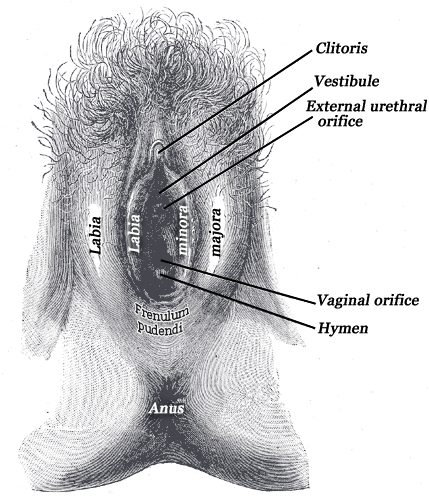
図解による外性器の説明1
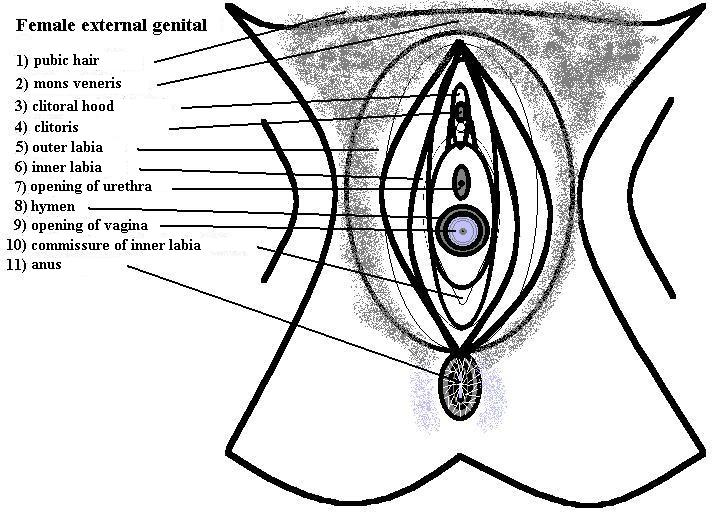
図解による外性器の説明2